# Modrásek měchýřníkový
Modrásek měchýřníkový (Iolana iolas) je druh denního motýla z čeledi modráskovitých (Lycaenidae). Rozpětí jeho křídel je 36 až 40 mm. Samci mají modrá křídla s úzkým tmavým lemem. Samice jsou také modře zbarveny, ale oproti samcům mají široký tmavý lem a nevýrazné tmavé skvrny podél vnějšího okraje zadních křídel. Rub křídel u obou pohlaví je šedý s výraznou řadou černých skvrn.

## Výskyt

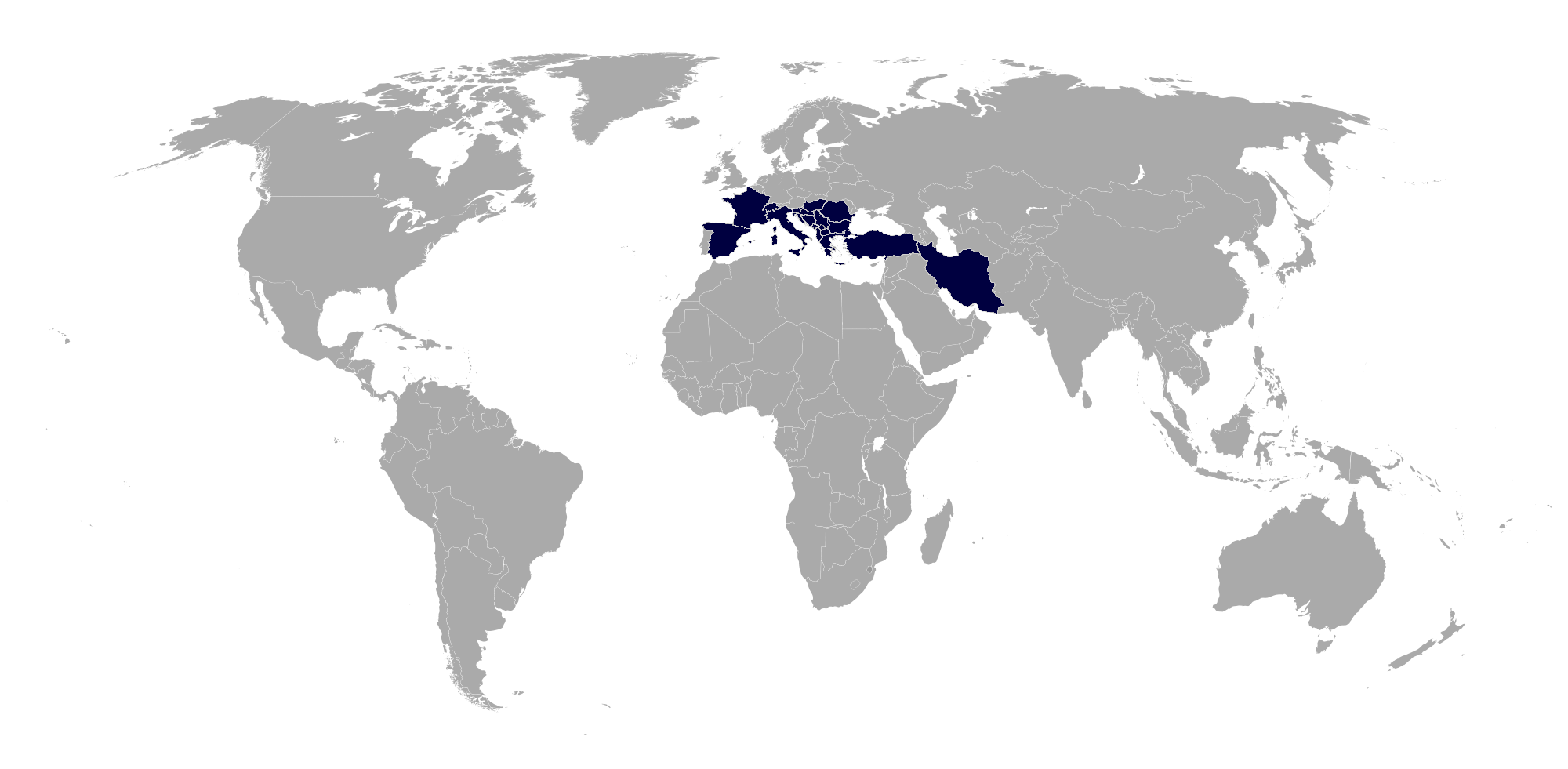
Rozšíření modráska měchýřníkového

Motýl je rozšířený od Španělska přes Francii, Švýcarsko a Itálii dále na východ (Balkánský poloostrov a Turecko) až po Írán. Nejseverněji se vyskytuje na území Maďarska. V České republice se tento druh modráska nevyskytuje. Obývá kamenité slunné svahy a křovinaté stepi v nížinách a pahorkatinách.

## Chování a vývoj
Živnou rostlinou modráska měchýřníkového je žanovec měchýřník (Colutea arborescens) z čeledi bobovitých (Fabaceae). Samice klade vajíčka na květní kalich a nezralé lusky. Housenky, které jsou myrmekofilní, se živí nezralými semeny v luscích. Motýl je jednogenerační (monovoltinní) s letovou periodou od konce dubna do počátku července. Při špatných klimatických podmínkách se mohou dospělci z první generece objevovat i později. Příležitostně může mít motýl i částečnou druhou generaci (srpen a září). Přezimuje kukla.